# Ines Veith
Ines Veith (* 1955) ist eine deutsche Journalistin, Roman- und Drehbuchautorin.

## Leben
Veith studierte in Köln Theater-, Film- und Fernsehwissenschaft sowie Philosophie und Kunstgeschichte. Nach Abschluss ihres Studiums war sie zwei Jahre als Journalistin beim Westdeutschen Rundfunk (WDR) tätig. Seither arbeitet sie als freie Journalistin, Roman- und Drehbuchautorin und Filmkritikerin, verfasste zahlreiche Reportagen für verschiedene Zeitschriften und Journale und schrieb Romane sowie Drehbücher für Spielfilme.
1988 veröffentlichte sie zunächst im Eigenverlag unter dem Titel Wo ist Dirk, Herr Honecker? einen Reportageroman, in dem sie auf das Schicksal des im März 1979 in der Deutschen Demokratischen Republik (DDR) verschwundenen Kleinkindes Dirk Schiller und den Kampf seiner Eltern um die Aufklärung des Falles aufmerksam machte.
Dieses Motiv blieb bestimmend für ihre weitere Arbeit. Mit dem Zeitzeugenroman Gebt mir meine Kinder zurück (1991) beschäftigte sie sich mit dem Thema Zwangsadoption in der DDR. 2006 schilderte sie in Die Frau vom Checkpoint Charlie die Lebensgeschichte von Jutta Gallus. Dieses Buch diente als literarische Vorlage für den gleichnamigen Fernsehfilm.
Ines Veith ist Initiatorin des Sophi-Parks in Bad Liebenzell, der 2017 eröffnet wurde. Der Park führt durch die Welt der Philosophie der letzten 2500 Jahre anhand von 10 Themenfeldern.

## Veröffentlichungen

### Schriften (Auswahl)
- Seidenkind. Eine Sophi-Park-Geschichte (Illustrationen: Steffi Barthel), Printsystem-Medienverlag, Heimsheim 2012, ISBN  978-3-938295-65-6.
- Die Frau vom Checkpoint Charlie: Der verzweifelte Kampf einer Mutter um ihre Töchter, Knaur-Taschenbuch-Verlag, München 2006, ISBN 978-3426778326
- mit Harald Glööckler: Pompöös – Harald Glööckler, der Modeprinz, Merch Movie Edition, Bad Liebenzell 2001, ISBN 978-3-98017214-1.
- Im Innern des Bernsteins. Polit-Thriller, Goldmann, München 1995, ISBN 978-3-442-42865-6.
- Wo ist Dirk? Entführt von der STASI. Eine Frau kämpft um ihr Kind, Goldmann, München 1992, ISBN 978-3-442-12581-4.

### Drehbücher
- Im Innern des Bernsteins (1995). TV-Movie/PRO 7. Co-Autor: Orkun Ertener. Plazamedia/PRO 7.
- Die Heilige Hure (1997). TV-Movie/RTL. Erste Drehbuchfassung. Calypso/RTL.
- Laurie Pepp (2000). Komödie/Spielfilm. Förderung durch den Bayerischen Film-Fernseh-Fonds.
- Die Frau vom Checkpoint Charlie (2006). Spielfilm. Drehbuchförderung durch den Bayerischen Film-Fernseh-Fonds. Drehbuch-Beratung zum gleichnamigen TV-Zweiteiler der UFA/ARD (2006).
- Screenwalker (2006). Drehbuch zu einem Kino-Kurzfilm. Co-Autor: Michael Lutz.